# Hueso largo

Huesos largos del cuerpo humano, en rojo

Se llaman huesos largos a aquellos en los cuales predomina la longitud sobre la anchura. 
Se articulan en los  miembros, unos huesos largos a continuación de otros, para formar columnas resistentes, cuando se hallan en extensión.
En cambio, todas las articulaciones son movibles para formar palancas. Se advierte, por lo general, que la mayor parte de estas palancas son del tercer género, es decir que la potencia está disminuida en relación con la intensidad de acción. Pero consideradas bajo el aspecto de la velocidad de los movimientos, se encuentran dispuestas favorablemente puesto que aseguran la rapidez y energía de los movimientos.

## Estructura
Cada hueso largo se compone de cuerpo y dos extremidades.
- El cuerpo o diáfisis es la porción más delgada, no siempre tiene igual espesor en todas sus partes, a veces se adelgaza cerca de alguna de las extremidades, haciéndose en tales puntos muy quebradizo. Domina por lo general la sección cilíndrica, si bien en los mayores se convierte en prismática triangular y en los menores en semicilíndrico. Su superficie es lisa en la mayor parte de su extensión, aunque presenta desigualdades, eminencias y depresiones.
- Los extremos o epífisis son gruesos y constan de dos partes: una muy lisa y articular, vestida de cartílago; otra áspera, con desigualdades, destinada a dar inserción a tejidos fibrosos.

## Conformación interior

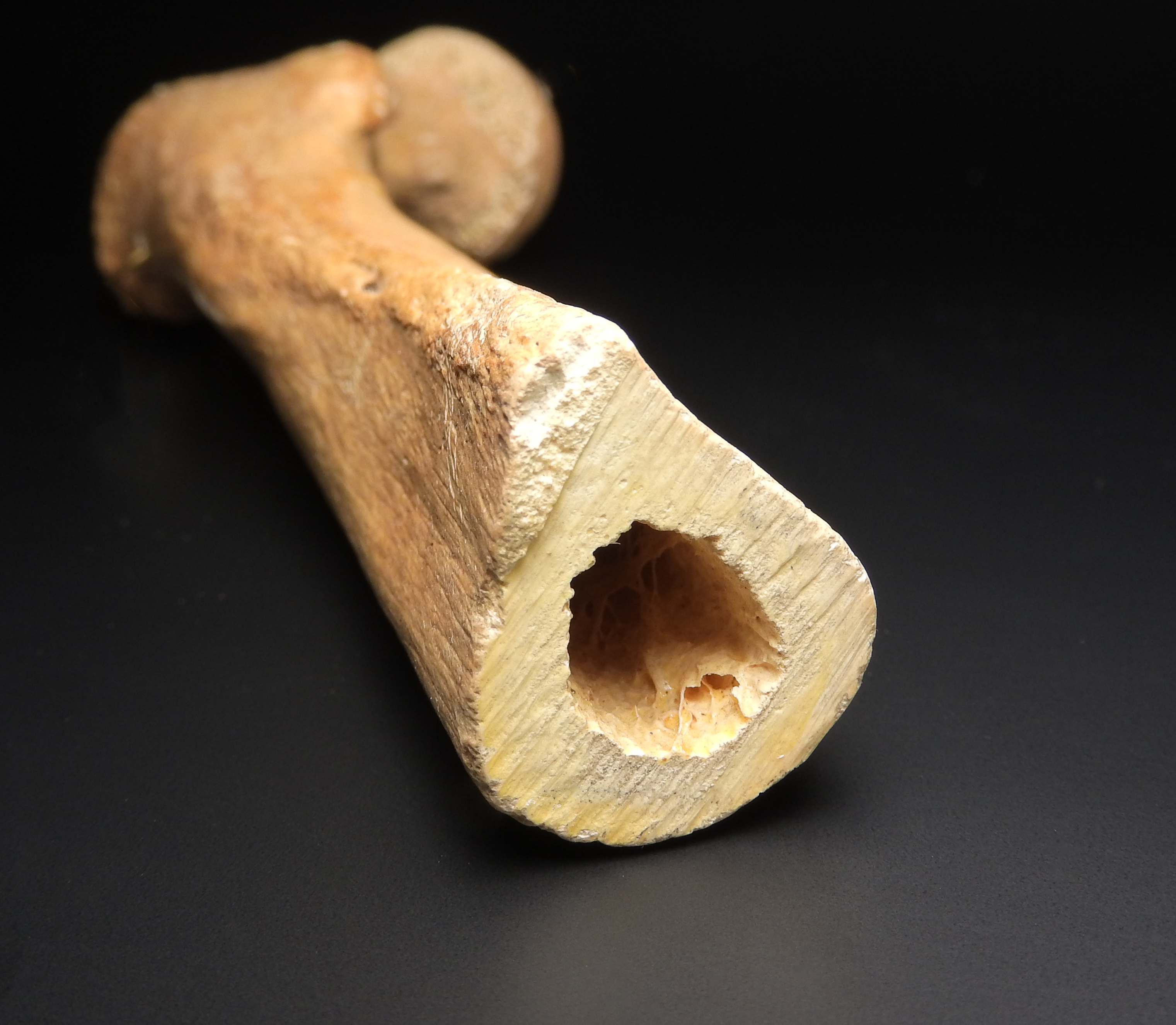
Corte horizontal a través de la diáfisis mostrando la cavidad medular de un fémur.

Haciendo un corte vertical en estos huesos, se comprueba la existencia de una cavidad completa dentro de ellos denominada cavidad medular. Esta ocupa la diáfisis, aunque no completamente pues casi siempre terminan sus dos extremos antes de llegar a las extremidades del hueso. No tiene la forma misma que el exterior de la diáfisis, por el contrario la mayor parte de las veces parece un ovoide muy prolongado; recibe la terminación de los conductos nutricios más grandes, contiene en su interior sustancia reticular en diversas proporciones, según sea el hueso; en pocos, esta sustancia ocupa toda la cavidad medular, en la mayoría corresponde hacia los dos extremos. Cuando el hueso se halla en estado fresco, la cavidad medular está rellena de tejido medular, casi líquido. Esta cavidad aumenta de diámetro a medida que avanza la edad.

Los extremos (epífisis) de los huesos largos son voluminosas. En un corte vertical, su interior no presenta cavidades. Su aspecto habitual es el de una estructura de hueso esponjoso con trabéculas. La orientación y grosor de las trabéculas, es característico para cada uno de los diferentes huesos largos.

## Función
Estas particularidades de construcción se hallan en armonía con las funciones correspondientes a estos huesos; las extremidades son ligeras y voluminosas, para hacer más firmes las articulaciones, favorecer los movimientos por el menor peso y aumentar la potencia muscular por lo que quitan de paralelismo a los tendones en el momento de insertarse.

La diáfisis tiene sus paredes compactas por la gran resistencia que debe desarrollar en atención a las actividades que desempeña, ya de columna de sostenimiento, ya de palanca para los movimientos. Existe cavidad medular en la diáfisis, porque así el volumen de la columna es mayor sin aumentarse el peso lo cual beneficia a la resistencia puesto que, conservándose la masa misma, se ensancha la base. Por otra parte, resultan favorecidas las potencias musculares, porque la superficie ósea tiene más extensión y por lo tanto presenta puntos de inserción más numerosos.

## Mecánica
El comportamiento biomecánico del hueso, resulta complejo por sus características de ser: heterogéneo, anisotrópico y viscoelástico.

En los huesos largos como fémur o tibia, durante la flexión se produce una combinación de fuerzas: de compresión en la cara en la que se aplica la fuerza, y de fuerzas de tracción en la cara opuesta.

En un hueso humano un esfuerzo puede provocar una microfractura sin que el hueso se rompa completamente. Si este esfuerzo se repite durante varios ciclos consecutivos, la microfractura se propagará, provocando la ruptura total de la estructura.